# Marquesado del Viso
El marquesado del Viso es un título nobiliario español creado por el rey Felipe III, mediante real despacho del 27 de febrero de 1611 a favor de Álvaro de Bazán y Manrique de Lara, III marqués de Santa Cruz.
Su denominación hace referencia al municipio de Viso del Marqués en la provincia de Ciudad Real, perteneciente a la comunidad autónoma de Castilla-La Mancha.

## Historia de los marqueses del Viso
- Álvaro de Bazán y Manrique de Lara (m. Palermo, 23 de junio de 1660), I marqués del Viso,[1][4]III marqués de Santa Cruz, grande de España[5] señor de Valdepeñas, caballero de la Orden de Santiago, gentilhombre de cámara del rey, teniente general de la mar[4] y virrey de Sicilia.[2] Era hijo de Álvaro de Bazán y Benavides, II marqués de Santa Cruz, grande de España, y de su esposa, Guiomar Manrique de Lara,[6] hija de Bernardino Manrique de Lara, hijo de los II duques de Nájera, y Ana de Castro.[7]

Contrajo matrimonio, el 22 de octubre de 1627, con María Francisca Doria del Carreto, hija de Carlo Doria del Carreto (c. 1575-1650), I marqués y I duque de Tursi, grande de España, patricio genovés y napolitano, caballero de la Orden de Alcántara, y de su esposa, Placidia Spínola, II marquesa de Calice y Veppo. Le sucedió su hijo:
- Álvaro de Bazán Doria Carreto (n. en Palermo), II marqués del Viso[4] y caballero de la Orden de Santiago.[4]

Sin descendencia, sucedió su hermana:
- Ana Guiomar de Bazán y Doria (m. 24 de julio de 1660), III marquesa del Viso.[4]

Casó en Madrid (San Sebastián) el 2 de julio de 1660 con Diego de Bazán de Silva, VII conde de Galve. Sin descendencia, sucedió su tía paterna:
- María Eugenia de Bazán Manrique de Lara y Benavides (m. 11 de noviembre de 1677), IV marquesa del Viso,[4] IV marquesa de Santa Cruz, grande de España,[5] y dama de la reina Isabel de Borbón.[4]

Casó, siendo su segunda esposa, con Jerónimo Pimentel Zúñiga y Requesens (m. 15 de abril de 1631), I marqués de Bayona, caballero de la Orden de Calatrava, comendador de la Esparra en la Orden, virrey de Cerdeña (1626-1631) y general de las galeras de España. Era hijo de Juan Alonso Pimentel de Herrera, VIII conde de Benavente y V duque de Benavente, y de su segunda esposa, Mencía de Zúñiga y Requesens. Sucedió su hija:
- Mencía Pimentel y Bazán Benavides, V marquesa del Viso y  II marquesa de Bayona.[11]

Casó, siendo la primera esposa, con Enrique de Benavides y Bazán. Sucedió su hijo:
- Francisco Diego de Bazán y Benavides (m. 1680), VI marqués del Viso, III marqués de Bayona,[11] V marqués de Santa Cruz, grande de España,[5] capitán general de las galeras de España y Nápoles y virrey de Sicilia.

Caso, en 1662, con Francisca de Velasco y Ayala, hija de Bernardino Fernández de Velasco y López de Ayala, VII conde de Fuensalida y I conde de Colmenar de Oreja, y de su primera esposa, Isabel de Benavides y Carrillo de Toledo. Sucedió su hijo:
- José Bernardino de Bazán y Benavides (m. 27 de septiembre de 1693), VII marqués del Viso, IV marqués de Bayona,[11] VI marqués de Santa Cruz, grande de España[5] y caballero de la Orden de Santiago.[11]

Casó el 16 de octubre de 1690, en Madrid, con María Manuela de Lancaster y Noronha. Sucedió su hermano:
- Álvaro Antonio de Bazán y Benavides (m. 24 de septiembre de 1737), VIII marqués del Viso,  V marqués de Bayona,[11] VII marqués de Santa Cruz,[5] teniente general, mayordomo mayor de la reina y caballero de la Orden del Toisón de Oro.[5]

Contrajo matrimonio, en 1696, con María Manuela de Villela y Álava. Sucedió su primo, hijo de María Manuela Alagón de Benavides  (m. 1737), VI marquesa de Villasor, grande de España, y IV condesa de Montesanto (título de Cerdeña) —hija de Ana María Nicolasa Pimentel y Benavides de Bazán y de su primo y esposo, Artal de Alagón y Pimentel, V marqués de Villasor—, y de su esposo José de Silva-Meneses y Sfondrato:
- Pedro Artal de Silva-Meneses y Bazán (m. 27 de septiembre de 1744), IX marqués del Viso, VI marqués de Bayona,[11] VIII marqués de Santa Cruz,[5] VII marqués de Villasor,[14] dos veces grande de España, conde de Montesanto y mayordomo del infante Felipe de Parma.[11]

Casó, el 23 de abril de 1729, con María de Portali del Rosario Cayetana Sarmiento y Sotomayor y Zúñiga-Dávila, IV marquesa de Arcicóllar y VII condesa de Pie de Concha, hija de José Francisco Sarmiento de Sotomayor y Velasco, V conde de Salvatierra y de Pie de Concha y marqués del Sobroso, y de María Leonor Dávila y López de Zúñiga, VIII marquesa de Loriana, de Baides y de la Puebla de Ovando, condesa de Pedrosa. Le sucedió su hijo:
- José Joaquín de Silva-Bazán (m. 2 de febrero de 1802), X marqués del Viso,[11] IX marqués de Santa Cruz,[5] VIII marqués de Villasor,[14] dos veces grande de España,  VII y último marqués de Bayona,[11] VIII conde de Pie de Concha,[11] director de la Real Academia Española y  mayordomo mayor de los reyes Carlos III y Carlos IV.

Casó en primeras nupcias el 2 de febrero de 1755, en la parroquia de San Martín (Madrid), con María de la Soledad Fernández de la Cueva y Silva (1735-1762), VI marquesa de Cadreita y VIII condesa de la Torre, que era hija de Francisco Fernández de la Cueva y de la Cerda, XI duque de Alburquerque, y su esposa Agustina Ramona de Silva Hurtado de Mendoza y Gutiérrez de los Ríos. Casó en segundas nupcias el 16 de mayo de 1781, en Viena, con Mariana Waldstein (1763-1807), dama de la Orden Estrellada de Austria, hija de Emanuel Filiberto, conde de Waldstein-Wartenberg y conde del Sacro Imperio Romano, y su esposa la princesa María Ana Teresa de Lichtenstein. Le sucedió su hijo:
- Francisco de Silva-Bazán y Fernández de la Cueva (8 de octubre de 1756-Valencia, 4 de enero de 1779), XI marqués del Viso, VII marqués de Cadreita,[18] IX conde de la Torre y señor de Guillena.[18]

Casó, siendo su primer marido, con María de los Dolores Leopoldina de Toledo y Salm Salm. El marqués murió sin descendencia antes que su padre. Le sucedió su hermano, hijo del segundo matrimonio de su padre que había heredado el marquesado de Santa Cruz:
- José Gabriel de Silva Bazán y Waldstein ((18 de marzo de 1782-7 de noviembre de 1839), XII marqués del Viso,[18] X marqués de Santa Cruz,[5] IX marqués de Villasor,[14] dos veces grande de España, VII marqués de Arcicóllar, VII conde de Pie de Concha, y de Montesanto. Fue caballero del Toisón de Oro, de Calatrava y de Carlos III, mayordomo mayor del rey Fernando VII, miembro del Consejo de Regencia durante la minoridad de Isabel II, embajador en París, enviado extraordinario en Londres para asistir a la coronación de Guillermo IV, senador del reino, primer director del Museo del Prado y director perpetuo de la Real Academia Española.[19][18]

Casó, el 11 de junio de 1801, en la parroquia de la Guardia Real de Infantería (Alameda de Osuna, con Joaquina María del Pilar Téllez-Girón y Pimentel (1784-1851), titulada princesa de Anglona y condesa de Osilo en Cerdeña, camarera mayor del palacio, aya de la reina, dama de la Orden de María Luisa, que era hija de Pedro Téllez-Girón (IX duque de Osuna), IX duque de Osuna, y su esposa María Josefa Alfonso Pimentel y Téllez Girón, XII duquesa de Benavente. Le sucedió su nieto, hijo de Francisco de Borja de Silva-Bazán y Téllez-Girón, XIV marqués de Santa Cruz, y de su esposa María de la Encarnación Fernández de Córdova y Álvarez de las Asturias Bohorques, camarera mayor de palacio:
- Álvaro de Silva-Bazán y Fernández de Córdova (Madrid, 28 de mayo de 1839-10 de septiembre de 1894), XIII marqués del Viso,[21] XII marqués de Santa Cruz[5] grande de España, y gran cruz de la Orden de Carlos III en 1890.[22]

Casó, el 10 de febrero de 1873, con María Luisa de Carvajal-Vargas y Dávalos, IV duquesa de San Carlos, grande de España, condesa de Castillejo, del Puerto y de Unión y Camarera mayor de palacio. Era hija de Luis Joaquín de Carvajal-Vargas y Queralt, III conde de la Unión, y de su primera esposa, María Andrea Dávalos y Portillo. Le sucedió su hijo en 1896:
- Mariano de Silva-Bazán y Carvajal (Madrid, 2 de abril de 1875-Sevilla, 12 de septiembre de 1940[23]), XIV marqués del Viso,[24] XIII marqués de Santa Cruz[5] y XI marqués de Villasor,[14] dos veces grande de España.

Contrajo matrimonio, el 27 de noviembre de 1912, con Casilda Fernández de Henestrosa y Salabert, III duquesa de Santo Mauro. Le sucedió su hija:
- Casilda de Silva y Fernández de Henestrosa (1914-2008), XV marquesa del Viso, XIV marquesa de Santa Cruz,[27]  XII marquesa de Villasor,[14][28] V duquesa de San Carlos, [29] IV duquesa de Santo Mauro,[30] cuatro veces grande de España, XI marquesa de Arcicóllar, II condesa de Carvajal, (rehabilitado en 1965), VI condesa de Estradas, XI condesa de Castillejo y III condesa de San Martín de Hoyos.

Casó, el 26 de diciembre de 1942, con José Fernández-Villaverde y Roca de Togores, IV marqués de Pozo Rubio, grande de España. diplomático, hijo de Raimundo Fernández Villaverde y de Ana Roca de Togores. Le sucedió su hijo, por cesión en 1961:
- Álvaro Fernández Villaverde y de Silva (n. 1943), XVI marqués del Viso,[32] XV marqués de Santa Cruz,[27] XIII marqués de Villasor,[14] VI duque de San Carlos,[29] V duque de Santo Mauro,[30] V marqués de Pozo Rubio[27], cinco veces grande de España, XII conde de Castillejo, decano de la Diputación de la Grandeza, caballero de la Orden de Santiago, maestrante de Sevilla, Gran Cruz del Mérito Naval, comendador de Isabel la Católica, ministro plenipotenciario, presidente del Patrimonio Nacional, vicepresidente de Europa Nostra, patrono de los museos del Prado y Naval

Casó, en primeras nupcias en Ciudad Rodrigo el 5 de abril de 1968, con Estrella Bernaldo de Quirós y Tacón (n. Zarauz el 31 de julio de 1944], hija de Luis Bernaldo de Quirós y Bustillo, de los marqueses de los Altares, y de Ana María Tacón y Rodríguez de Rivas, V duquesa de la Unión de Cuba y IV marquesa de Bayamo. Contrajo un segundo matrimonio, el 27 de abril d 2002, con Enriqueta Bosch y García Bravo. Sucedió en 2018, por cesión, su hijo:
- Álvaro Fernández-Villaverde y Bernaldo de Quirós (n. Madrid, 4 de marzo de 1982), XVII marqués del Viso.[33]

Casó, el 23 de septiembre de 2023 en la Las Fraguas, con Caterina Fontana Sánchez.